# Aa schickendantzii
Aa schickendantzii je vrsta orhideje (porodica kaćunovke, Orchidaceae) iz reda Asparagales. Rasprostranjena je na području Argentine. Možda je sinonim za Aa hieronymi (Cogn.) Schltr.,
Prvi put ju je 1920. opisao Friedrich Richard Rudolf Schlechter .